# Dangur
Dangur är en bergskedja i Etiopien.   Den ligger i regionen Benishangul-Gumuz, i den nordvästra delen av landet, 400 km nordväst om huvudstaden Addis Abeba.